# Georgij Mihajlovics Berijev
Georgij Mihajlovics Berijev (oroszul: Георгий Михайлович Бериев; Tbiliszi, 1903. február 13. – Moszkva, 1979. július 12.) grúz származású szovjet repülőgép-tervező. Eredeti grúz neve Giorgi Beriasvili(გიორგი ბერიაშვილი). Az irányítása alatt álló, róla elnevezett Berijev-tervezőirodában elsősorban hidroplánok tervezésével foglalkozott.

## Pályafutása
Berijev 1903. február 13-án született az akkor Oroszországhoz tartozó Grúzia fővárosában, Tifliszben (ma Tbiliszi). 1923-ban végezte el a tifliszi vasúti főiskolát, majd a helyi műszaki főiskolán kezdett tanulni. Onnan vezényelték át a Leningrádi Műszaki Egyetemre, ahol a hajóépítő kar repülési részlegén tanult. 1930-ban végzett a Leningrádi Műszaki Egyetemen. Ezt követően tervezőként dolgozott a francia Paul Richard tengerészeti repülőgépekkel foglalkozó kísérleti irodájában (MOSZ VAO). Később ezt a tervezőirodát beolvasztották a Központi Aero- és Hidrodinamikai Intézet (CAGI) központi tervezőirodájába (CKB), ahol Berijev a haditengerészeti részleget vezető Csetverikov mellett megtervezte az MBR–2 tengerészeti felderítő repülőgépet, amelynek a sorozatgyártásáról 1932-ben döntöttek. 1934-ben  a CKB–39 tervezőiroda egyik részlegét vezette.
1934 októberében létrehozták Taganrogban (Rosztovi terület) a haditengerészeti repülőgépekre szakosodott tervezőirodát (CKB MSZ), amelynek vezetőjévé Berijevet nevezték ki. A tervezőiroda később az OKB–49 nevet kapta. Ennek vezetői posztját Berijev egészen 1968-as nyugdíjba vonulásáig töltötte be.
A Taganrogban megépített első repülőgépe az MBR–2 polgári célú változata, az MP–2 vízi repülőgép (amfíbia) volt. Következő gépei, a hajófedélzetről katapulttal indítható KOR–1 (Be–2) csak kis sorozatban készült, míg az MDR–2 és MBR–2 nagy hatótávolságú haditengerészeti felderítő repülőgépek csak 2-2 példányban készültek el. A második világháború idején a taganrogi tervezőirodát és a repülőgépgyárat először Omszkba evakuálták, majd onnan Krasznojarszkba költözött. A háborús időszakban készült el a KOR–2 (Be–4) repülő csónak, amelyet csak kis sorozatban gyártottak. Az LL–143 és az utasszállító PLL–144 repülőcsónakoknak csak a prototípusai készültek el 1943-ban, illetve 1944-ben. Ezekre alapozva hozták létre 1948-ban Be–8, 1949-ben pedig a Be–6 típusokat. 1949-ben repült először az R–1 sugárhajtóművel felszerelt amfíbia, majd ennek továbbfejlesztésével jött létre a Be–10. 1961-ben rendszeresítette a Szovjet Haditengerészet Berijev egyik legsikeresebb vízi repülőgépét, a légcsavaros gázturbinákkal felszerelt Be–12-t. Az 1960-as években a Berijev bekapcsolódott a szovjet robotrepülőgépek fejlesztésébe, amelyeknek két típusa fűződik a nevéhez. A P–10 ténylegesen el is készült, a P–100 – amelynek közepes és nagy hatótávolságú változatát is kidolgozták – csak terv szintjéig jutott.
Berijev az 1960-as évek második felében a kijevi Antonov Tervezőirodával együttműködve szállító repülőgépek tervezésével foglalkozott. Részt vett az An–2M mezőgazdasági változat kialakításában, valamint az An–20 kifejlesztésében, amelyet végül Be–20 típusjellel gyártottak. Ugyancsak Berijev nevéhez fűződik az An–24FK légi fényképező repülőgép, amely később az An–30 típusjelet kapta.
Berijev 1968-ban megromlott egészségi állapota miatt nyugdíjba vonult. Munkásságáért számos elismerést kapott. 1951-ben kapott vezérőrnagyi rendfokozatot, 1961-től  a műszaki tudományok doktora volt. 1947-ben a Be–6 tervezéséért Sztálin-díjat, 1968-ban pedig a Be–12 tervezéséért Állami Díjat kapott. A Lenin-rendet kétszer kapta meg. Utolsó éveit tudományos munkával töltötte Moszkvában, ahol 1979. július 12-én hunyt el. A Taganrogi Repülőgépgyár 1989 óta viseli Berijev nevét.

## Külső hivatkozások
- A Berijev Repülőgépgyár honlapja Archiválva 2016. március 2-i dátummal a Wayback Machine-ben